# Heinz Plavius

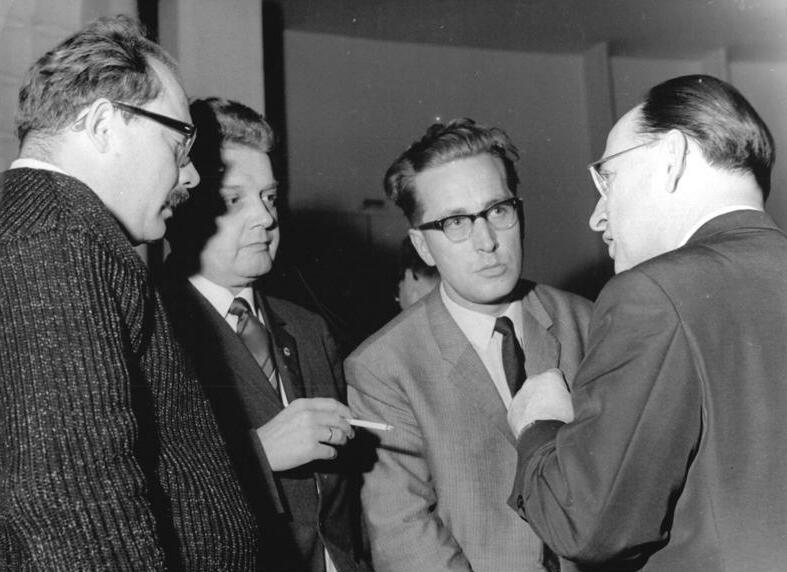
Plavius 2. von rechts

Heinz Plavius (* 1929 in Herzberg (Elster); † 1985 in Königs Wusterhausen) war ein (ost-)deutscher Schriftsteller und Germanist. Er war ein Freund und Kenner der Sowjetunion und der sowjetischen Literatur. Nach Kritik an der DDR-Literatur bekam er große Schwierigkeiten.

## Leben und Wirken
Heinz Plavius, Sohn eines Metallarbeiters, kam aufgrund der sowjetischen Kriegsgefangenschaft zum ersten Mal mit der russischen Sprache in Kontakt. Zunächst studierte er an der Arbeiter-und-Bauern-Fakultät in Halle (Saale) Philosophie und Germanistik, anschließend von 1951 bis 1956 dieselben Fächer an der Universität Moskau. In den folgenden zehn Jahren war er wissenschaftlicher Mitarbeiter an der Humboldt-Universität zu Berlin.
Anfang der 1960er Jahre wollte ihn das Ministerium für Staatssicherheit als sogenannten „Geheimen Informator“ (GI) auf seine eigene Frau ansetzen, Plavius verweigerte dies jedoch. Auch als späterer „Inoffizieller Mitarbeiter“ (IM) der Staatssicherheit, der über ost- und westdeutsche Schriftsteller berichten sollte, entsprach er nicht den Vorstellungen seiner Anwerber. Im Gegenteil, es wurde eine zunehmende Annäherung an die Abweichler der Staatsdoktrin bemerkt.
1965 avancierte er zum stellvertretenden Chefredakteur der Neuen Deutschen Literatur, der Monatsschrift des DDR-Schriftstellerverbandes. Etwa im selben Zeitraum war er Sekretär im Schriftstellerverband (DSV), wo er unter anderem die Betreuung verschiedener Bezirksverbände zur Aufgabe hatte. Wie sehr er prinzipiell dem Sozialismus verbunden war beziehungsweise den (angeblichen) westlichen Imperialismus anfocht, zeigte sich einmal 1968, als er die Solidaritätsbekundung des DSV für das sowjetische Eingreifen und somit die Niederschlagung des Prager Frühlings mit unterschrieb, und dann 1970 als sein Buch Zwischen Protest und Anpassung. Westdeutsche Literatur, Theorie, Funktion erschien.
Angekündigt unter dem Titel Kunst im Ghetto (in der Druckversion heißt nur noch ein Kapitel so), sollte es „die Entwicklungstendenzen der jüngsten westdeutschen Literatur“ aufzeigen und dabei Fragen wie die folgenden beantworten: „Wer sperrt die Literatur ein? Mit welchen Methoden? Welche Rolle kommt den modernen technischen Mitteln und Massenmedien zu? Was bleibt von Literatur, wenn Pseudo-Literatur den Markt beherrscht? Sind es Pharisäer die die Vermarktung kritisieren? […] Wo aber ist das Zentrum, das unsere Kenntnisse über diesen Gegenstand zusammenfaßt, um unsere tatsächlichen Vorteile gegenüber der westdeutschen Szene täglich sichtbar zu machen?“ Das in der DDR-Presse und linken BRD-Presse besprochene veröffentlichte Buch wurde als Essay, der „abwechselnd feuilletonistisch und polemisch“ aufgebaut sei und dadurch zum Weiterdenken anrege, charakterisiert beziehungsweise als „komplexe Darstellung des Literaturgefüges in Westdeutschland“ gepriesen. Es zeige, wie die Manipulation in der BRD funktioniere, „wie die Literatur gegen ihren Willen zur Verschleierung realer Klassengegensätze benutzt wird und wie kritische Ansätze immer wieder zur Reproduktion bestehender Zustände zurechtgebogen werden“. Zu den Leistungen von Plavius gehöre, „den moralischen und literarischen Niedergang des Günter Grass“ offengelegt zu haben. Mit zeitlichem Abstand erklärten Dorothea Dornhof und Frank Wecker 1989 in ihrem Aufsatz in der Zeitschrift für Germanistik, dass die Kernaussage Plavius’ darin bestehe, dass das Schreiben „unter imperialistischen Bedingungen zur Ersatzhandlung, künstlerische Äußerung zum Ausdruck der Sehnsucht nach Realhandlungen“ werde, wobei sie die Seite 119 der Buchausgabe paraphrasierten. Eine weitere Feststellung des Autorenpaares lautet, dass Plavius ein stärkeres Augenmerk auf literarische Techniken gerichtet habe als auf die Inhalte, das heißt, auf die Wirklichkeit darstellende, gängige Literaturauffassung, die ein „enges Realismusverständnis“ kennzeichne.
Im Nachwort zu einer DDR-Ausgabe von Martin-Walser-Texten würdigte Plavius 1975 Walsers Prosa der 1950er und 1960er Jahre, da sie einen „ausgeprägt experimentellen Charakter tragen, sowohl hinsichtlich ihrer Form als auch ihres Inhalts“. Schon 1971 war Plavius mit Eigensinn auffällig und damit verdächtig geworden. Damals berichtete ein IM der Staatssicherheit über „einige Erscheinungen in der Redaktion der 'ndl'“. Plavius, immerhin stellvertretender Chefredakteur, sorge für „Prager Verhältnisse“. Daraufhin wurde ein IM speziell auf ihn angesetzt. Er sollte unter Kontrolle gehalten, besser noch „verändert“ werden, und die Kollegen sollten ihn isolieren.
1972 wechselte er als wissenschaftlicher Mitarbeiter zum Ministerium für Kultur der DDR über. Zur Entlassung aus dieser Funktion führte ein in der Neuen Deutschen Literatur im Januar 1976 veröffentlichter Essay über die Tendenzen und Probleme der Prosa in der DDR. Plavius bemängelte darin die eingeschränkte Realismus-Auffassung in der marxistischen Ästhetik und Kunsttheorie. Darin sei Realismus nur eine bloße Wiederholung von Wirklichkeit ohne fantastische Elemente wie sie z. B. bei E. T. A. Hoffmann oder Ludwig Tieck anzutreffen seien. Fiktive Begegnungen von historischen Persönlichkeiten oder ein schriftstellerischer Rückblick eines Verstorbenen auf sein Leben beispielsweise wären bei strikter Befolgung dieser Kunsttheorie gar nicht möglich, dabei seien dies doch nur Stilmittel –  ein „Wachstum an Subjektivität“ – die die Möglichkeiten der realistischen Weltbetrachtung erweitern. Außerdem meinte er, bei zu vielen DDR-Autoren stünde das Beschreiben im Vordergrund. Im Gegensatz zum Erzählen sei dies oberflächlich. Letztlich würden auch zu viele gesellschaftlich wichtige Themen ausgeklammert wie Umwelt, Krankheiten, Erziehungsschwierigkeiten, die „nationale Frage“, das heißt das Auseinanderdriften der beiden deutschen Staaten. In anderem Zusammenhang äußerte er sich auch über die Tabuisierung der Verbrechen der Roten Armee. Eine öffentliche Diskussion über diese symptomatischen Defizite fehle.
Plavius vertrat weiterhin seine Ansichten und geriet so immer stärker in den Fokus der Staatssicherheit. In seinen letzten Lebensjahren 1980 bis 1985, in denen er in der Akademie der Künste als wissenschaftlicher Mitarbeiter im Direktorat Forschungs- und Gedenkstätten arbeitete, wurde seine Demission aus der Neuen Deutschen Literatur betrieben. Im Juli 1980 wurde gegen ihn die Operative Personenkontrolle (OPK) unter dem Decknamen „Opportunist“ eingeleitet. Wegen seiner angeblich der Parteilinie diametral entgegenwirkenden Thesen, die als politisch-ideologisch feindlich eingestuft wurden, sollte er verunglimpft werden, um ihn wegen fachlicher Unfertigkeit mundtot zu machen und eine Solidarisierung anderer kritischer Personen mit ihm zu verhindern. Auszug aus dem Abschlussbericht vom 14. August 1984: „Im Ergebnis dieser Maßnahmen war eine zunehmende Verunsicherung des Plavius zu verzeichnen. Auf Grund der durch operative Einflußnahme veranlaßten Zurückweisungen von Artikeln und Aufsätzen, die seitens des Plavius für Veröffentlichungen vorgesehen waren, sowie der kritischen Bewertung derselben durch die jeweiligen Verlage bzw. Redaktionen konnte Plavius die Plattform für die Propagierung seiner Theorien genommen werden, und es wurde eine zunehmende Disziplinierung des Plavius erreicht. Durch den Einsatz von IM und andere operative Kontrollmaßnahmen wurden außerdem Voraussetzungen geschaffen, daß Plavius seine Auffassungen und Schriften auch anderweitig nicht verbreiten konnte.“
Nach Heinz Plavius’ Tod kondolierte die Akademie der Künste im Neuen Deutschland: „Eng mit dem literarischen Leben unseres Landes verbunden, Freund und Kenner der sowjetischen Literatur, werden seine Gedanken und Anregungen in unserer Arbeit fehlen. Wir werden sein Andenken in Ehren bewahren.“
Heinz Plavius war Teilnehmer an verschiedenen Tagungen wie zum Beispiel der Deutsch-Sowjetischen Tagung der Literaturkritiker, der Jahreskonferenz des Deutschen Schriftstellerverbandes, den Kongressen des Schriftstellerverbandes oder der Literaturkonferenz des Kulturbundes in Leipzig. Er veröffentlichte Buchrezensionen, ausführliche Interviews (auch mit linientreuen Literaten wie z. B. Bruno Apitz), Essays zur Literatur und zur Ästhetik und Nachworte. Des Weiteren gibt es eine Buchübersetzung sowie zwei Radio-Features von ihm, die alle einen Bezug zur Sowjetunion haben. Außer den modernen russischen Literaten wie Tschingis Aitmatow bevorzugte er die DDR-Autorinnen und -Autoren Christa Wolf, Erwin Strittmatter, Franz Fühmann, Sarah Kirsch und Irmtraud Morgner. Er publizierte in den Weimarer Beiträgen, der Neuen Deutschen Literatur, in Sinn und Form, der Deutschen Zeitschrift für Philosophie, der Berliner Zeitung, im Sonntag sowie in zahlreichen Zeitschriften der Sowjetunion.

## Buchveröffentlichungen
- Zwischen Protest und Anpassung. Westdeutsche Literatur, Theorie, Funktion. Mitteldeutscher Verlag, Halle (Saale) 1970.
- Wirklichkeit und Fiktion. Wege – Möglichkeiten – Aussichten westdeutscher Literatur (= Essay-Reihe). Mitteldeutscher Verlag, Halle (Saale) 1971.
- Kriterien und Kritik. Hinstorff Verlag, Rostock 1977.

## Buchbeiträge (Auswahl)
- Nachwort. In: Nathalie Sarraute: Die goldenen Früchte. Roman Verlag Volk und Welt, Berlin 1966, S. 189–204.
- Nachwort. In: Moisej S. Kagan: Vorlesungen über die marxistisch-leninistische Ästhetik. Dietz Verlag, Berlin 1969, S. 663–670.
- Nachwort. In: Rolf Hochhuth: Die Hebamme. Komödie. Verlag Volk und Welt, Berlin 1973, S. 237–248.
- Gedanken zum Roman – heute. In: Gerhard Ziegengeist (Hrsg.): Begegnung und Bündnis. Akademie-Verlag, Berlin 1972, S. 179–189.
- Nachwort. In: Henning Ipsen: Der Fremde ging zuerst an Land. Roman. Hinstorff, Rostock, 1974, S. 311–323.
- Nachwort. In: Martin Walser: Fiction. Die Galliistl’sche Krankheit (= Edition neue Texte). Aufbau-Verlag, Berlin/Weimar 1975, S. 183–190.
- Häuser, Bücher, Städte für Menschen. In: Kritik 75. Mitteldeutscher Verlag, Halle (Saale) 1976, S. 146–153.
- Mensch und Welt in der Prosa der siebziger Jahre (Gespräch mit Heinz Plavius). In: Tschingis Aitmatow: Frühe Kraniche. Scheckiger Hund, der am Meer entlangläuft. Aufstieg auf den Fudschijama. Über Literatur. Aus dem Russischen von Charlotte Kossuth, Thomas Reschke. Mit einem Essay von Rolf Schröder. Worterklärungen am Schluss des Bandes. Verlag Volk und Welt, Berlin 1983, S. 369–428. (Zuerst in: Weimarer Beiträge. Zeitschrift für Literaturwissenschaft, Ästhetik und Kulturtheorie, Aufbau-Verlag, Berlin, Heft 11/1977, S. 20–63.)
- Interview Heinz Plavius – Erwin Strittmatter im Januar 1980 für die Akademie-Zeitschrift Sinn und Form. (Unveröffentlicht). In: Erwin Strittmatter: Die Lage in den Lüften. Aus Tagebüchern (Aufbau-Taschenbücher; 5416). Mit einem Interview Heinz Plavius – Erwin Strittmatter. Aufbau Taschenbuch Verlag, Berlin/Weimar 1990, ISBN 3-7466-5416-5, S. 245–267.

## Zeitschriftenbeiträge (Auswahl)
Obwohl die in Kriterien und Kritik gesammelten Aufsätze zu den wichtigsten gehören, seien diese hier nicht noch einmal gesondert aufgeführt.
- Wirklichkeit und Zeit. Philosophische Probleme im Realismus des 20. Jahrhunderts. In: Deutsche Zeitschrift für Philosophie, Deutscher Verlag der Wissenschaften, Berlin, 14. Jg., Heft 5/1966, S. 524–543.
- Positionsbestimmung. In: Weimarer Beiträge. Zeitschrift für Literaturwissenschaft, Ästhetik und Kulturtheorie, Heft 6/1980, Diskussion, S. 136–147.

## Zeitungsessays (Auswahl)
- Macht oder Ohnmacht der Kultur? Eine Betrachtung zur Kulturpolitik der CDU/CSU. In: Neues Deutschland. Organ des Zentralkomitees der Sozialistischen Einheitspartei Deutschlands, Nr. 201/1964 vom 23. Juli 1964, S. 6.
- Internationale Lesebücher. Österreichische Literatur in der DDR. In: Berliner Zeitung, Nr. 129/1978 vom 3. Juni 1978, Literatur und Leben, S. 10.
- Worte wider den Krieg. In: Sonntag, 10/1980 vom 9. März 1980, Ausland, S. 11.

## Übersetzungen
- Jurij Borew: Über das Komische. Aus dem Russischen übersetzt von Heinz Plavius. Aufbau-Verlag, Berlin 1960.

## Mitwirkungen
- Richard Christ, Manfred Wolter (Hrsg.): Fünfzig Erzähler der DDR. Aufbau-Verlag, Berlin/Weimar 1974. (Plavius im Buch selbst nicht erwähnt. In der Berliner Zeitung als Berater genannt.[24] Laut Bundesarchiv Gutachter.[25])

## Veröffentlichter Briefwechsel
- Briefwechsel zwischen Heinz Plavius und Juri Nagibin. In: Sowjetliteratur, 5/1980, Was uns einander näher bringt, S. 144–153.

## Radio-Features
- Wie ich Richard eine Reise erklärte, 3. Februar 1975, Berliner Rundfunk (Sendung über die Freundschaft zwischen der DDR und der Sowjetunion).
- Tabula rasa oder Wie ich Russisch lernte, 17. Juli 1977, Radio DDR II (Sendung darüber, wie das Erlernen der Landessprache dem Lernenden das Land selbst näher bringt).